# North Muskegon
North Muskegon – miasto w Stanach Zjednoczonych, w stanie Michigan, w hrabstwie Muskegon.